# یولیا خارکیوسکا
یولیا خارکیوسکا (انگلیسی: Yuliya Kharkivska؛ زادهٔ ۱۴ سپتامبر ۱۹۷۶) ورزشکار اسکی آلپاین اهل اوکراین است.

## زندگی
خارکیوسکا در لووف زاده شد.

## حرفه
وی همچنین از اسکی‌بازان آلپاین در بازی‌های المپیک زمستانی ۱۹۹۸ بوده است.